# آولندورف
آولندورف (بالألمانية: Aulendorf) هي ، مدينة وبلدة ألمانية تقع في ألمانيا في بادن-فورتمبيرغ. يقدر عدد سكانها بـ 9,986 نسمة .

## المدن التوأمة
مدينة Conches-en-Ouche هي مدينة توأمة لـآولندورف.